# Тайра Бенкс
Тайра Лінн Бенкс (англ. Tyra Lynne Banks, нар. 4 грудня 1973, Інглвуд, Каліфорнія, США) — американська супермодель, акторка, співачка, продюсерка, телеведуча, письменниця і підприємиця.
Популярність здобула, працюючи моделлю в Парижі, Мілані, Лондоні, Токіо та Нью-Йорку, але її комерційним проривом була поява на телебаченні. Створила і є ведучою реаліті-шоу «Топмодель по-американськи», також веде шоу True Beauty і власне ток-шоу The Tyra Banks Show.
У 2009 році удостоєна спеціальної премії від організації GLAAD за те, що неодноразово піднімала проблеми ЛГБТ-спільноти у своїх передачах і шоу.

## Життєпис
Народилася 4 грудня 1973 в Інглвуді, Каліфорнія, США, в родині менеджерки моди і фотографки НАСА Керолайн Бенкс (зараз Лондон) та комп'ютерного консультанта Дональда Бенкса. Батьки розлучилися в 1980, коли їй було 6. Однак стосунки між її батьками, і між нею та її братом Девіном Бенксом (нар. 1968) залишилися дружніми. Тайра Бенкс вчилася в John Burroughs Middle School і закінчила в 1991 році Immaculate Heart High School в Лос-Анджелесі. Вона була прийнята в USC та UCLA, але відмовилась, аби зосередитися на кар'єрі моделі.
Була почесною гостею на весіллі своєї найкращої подруги Кімори Лі Сіммонс і Расселла Сіммонса, а пізніше стала хрещеною матір'ю їхньої дочки Мінг Лі.

## Кар'єра моделі
Спробувала себе в ролі моделі ученицею 11 класу, знявшись для обкладинки журналу Seventeen Magazine. Пізніше, в 17 років, вона вирушила в Париж, Франція, де стала моделлю для показів на подіумі. У перший же тиждень перебування в Парижі викликала справжній фурор на подіумі — відразу 25 дизайнерів запропонували їй брати участь у своїх показах. Це був найуспішніший результат для початківиці в модельному бізнесі.
Так стала працювати з найпопулярнішими брендами, такими як Anna Sui, Covergirl, Bill Blass, Chanel, Christian Dior, Dolce & Gabbana, Donna Karan, H & M, Michael Kors, Oscar de la Renta. Її обличчя було на обкладинках таких модних журналів, як Harper's Bazaar, Vogue, Elle, Cosmopolitan.
Стала першою темношкірою моделлю, що потрапила на обкладинку CQ і the Sports Illustrated Swimsuit Issue.
У 1997 році отримала премію «Супермодель року» за версію музичного каналу VH1, в тому ж році вона стала першою афроамериканкою Victoria's Secret.
Кар'єру моделі вирішила залишити у 2005 році, щоб зосередитися на телебаченні.
У 2010 році заснувала власну модельну агенцію IMG Models.

### Модні покази
За час роботи моделлю брала участь у багатьох показах — Alberta Ferretti, Anna Molinari, Dolce&Gabbana, Donna Karan, Ralph Lauren, Yves Saint Laurent.
- Ready to wear — Autumn/Winter 1992 (Chanel)
- Ready to wear — Spring/Summer 1993 (Fendi, Marina Spadafora, Oliver by Valentino)
- Ready to wear — Autumn/Winter 1993 (Todd Oldham)
- Ready to wear — Spring/Summer 1994 (Complice, Kenzo, Lolita Lempicka)
- Victoria's Secret (1996, 1997, 1998, 1999, 2000, 2001, 2002, 2003, 2005)

Останнім був показ Victoria's Secret в 2005.
Бенкс розхповідала, що її модельна кар'єра була важкою через конкуренцію з супермоделлю Наомі Кемпбелл. Бенкс перенесла ринопластику, обумовлену тим, що широкий африканський ніс не входить у стандарти голлівудської краси. Проте на закиди у збільшенні грудей у своєму шоу вона привселюдно пройшла перевірку у пластичного хірурга за допомогою сонограми.

## Телебачення
Тайра Бенкс спільно з Ештоном Кутчером запустила в 2009 реаліті-шоу True Beauty — про те, як красиві зовні люди можуть негарно поводитися. Десять учасників з усієї Америки, які можуть похвалитися сліпучими зовнішніми даними, боротимуться за право називатися «Найкрасивішим чоловіком Америки». Переможець отримає 100 тисяч доларів, а його фото опиниться в журналі People в спеціальному випуску «Найкрасивіші зірки». Але, щоб досягти заповітного визнання і отримати гроші, учасникам доведеться пройти через ряд випробувань, де буде перевірятися їх внутрішня краса. Прем'єра першого сезону відбулася 5 січня 2009.
Вона також веде власне шоу The Tyra Banks Show, прем'єра якого відбулася 12 вересня 2005. Формат шоу перетинається з форматом шоу Опри Вінфрі. У 2008 році Бенкс отримала премію Daytime Emmy Award за це шоу.
Але справжній успіх принесло шоу «Топмодель по-американськи» (англ. America's Next Top Model), де Бенкс виступила в ролі ведучої, судді та продюсерки. Це телевізійне реаліті-шоу, в якому учасниці змагаються за звання «Топмоделі по-американськи» й дістають шанс розпочати кар'єру у модельному бізнесі.
У січні 2008 телемережа CW дала Бенкс зелене світло для нового реаліті-шоу Stylista, заснованого на оглядах модних журналів. Прем'єра програми відбулася 22 жовтня 2008.

## Співачка
Бенкс розпочала свою кар'єру співачки з пісні Shake Ya Body, виконаної на її телешоу Топмодель по-американськи в 2003 році.
У 2004 році випустила дебютний сингл Shake Ya Body, відео якого включало фінал шоу Топмодель по-американськи.
Також знялася в музичних кліпах Майкла Джексона Black or White, Тіни Тернер Love Thing, Mobb Deep Trife Life і Джорджа Майкла Too Funky.

## Книги
У 1998 році Тайра Бенкс написала книгу Tyra's Beauty, Inside and Out, метою якої було допомогти жінкам відчути свою природну красу.
Написала книгу Modelland. Планується три книги в цій серії.

## Нагороди
- People Magazine: 50 Most Beautiful, 1994
- People Magazine: 50 Most Beautiful, 1996
- Michael Award: Supermodel of the Year, 1997
- People Magazine: 10 Best Dressed List, 1998
- Black Men Magazine: 10 Sexiest Women of the Year, 2000
- People Magazine: The Most Beautiful Afro-American Woman in The World

## Фільмографія
| Рік  | Фільм                       | Оригінальна назва                 | Роль            |
| ---- | --------------------------- | --------------------------------- | --------------- |
| 1993 | Принц із Беверлі-Хіллз      | The Fresh Prince of Bel-Air       | Джеккі Еймс     |
| 1994 |                             | Extra Terrestrial Alien Encounter | стюардеса       |
| 1995 | Вища освіта                 | Higher Learning                   | Дея             |
| 1997 | Поліцейський під прикриттям | New York Undercover               | Наташа Клейборн |
| 1999 | До біса кохання             | Love Stinks                       | Голлі Гарнетт   |
| 1999 | Хьюлі                       | The Hughleys                      | Ніколь          |
| 2000 | Любов і баскетбол           | Love & Basketball                 | Кайра Кислер    |
| 2000 | Ідеальна іграшка            | Life-Size                         | Ів              |
| 2000 |                             | MADtv                             | Катіша          |
| 2000 | Бар «Бридкий койот»         | Coyote Ugly                       | Зої             |
| 2000 | Фелісіті                    | Felicity                          | Джейн Скотт     |
| 2001 | Їжа для душі                | Soul Food                         | Ніна Джозеф     |
| 2002 | Хелловін: Воскресіння       | Halloween: Resurrection           | Нора Вінстон    |
| 2002 | Вісім божевільних ночей     | Eight Crazy Nights                | голос           |
| 2004 |                             | All of Us                         | Роні            |
| 2004 |                             | American Dreams                   | Роні            |
| 2008 | Солдати невдачі             | Tropic Tunder                     |                 |
| 2009 | Пліткарка                   | Gossip Girl                       | Урсула Найквіст |